# Harry Bouveng
Harry Johan Oskar Bouveng, född 12 september 1955, är en svensk moderat politiker. 
Bouveng var kommunstyrelsens ordförande i Nynäshamns kommun 2018–2022. Bouveng blev 2018 den första icke-socialdemokrat som styrt Nynäshamn på 103 år. Innan dess var han oppositionsråd sedan 2012, då han efterträdde Roland Dehlin. Bouveng har varit landstingsman med uppdrag i landstingsstyrelse och trafiknämnd i Stockholms läns landsting.
Idag sitter han även som 1:e vice ordförande i Skärgårdsstiftelsen och som ledamot i Moderaterna Stockholms läns förbundsstyrelse.